# Musée des Beaux-Arts de Nice
Pour les articles homonymes, voir Musée des beaux-arts.
Le musée des Beaux-Arts Jules Chéret est un musée municipal de la ville de Nice (Alpes-Maritimes).
Le musée possède une importante collection du peintre et affichiste Jules Chéret, mort à Nice en 1932.

## Le palais

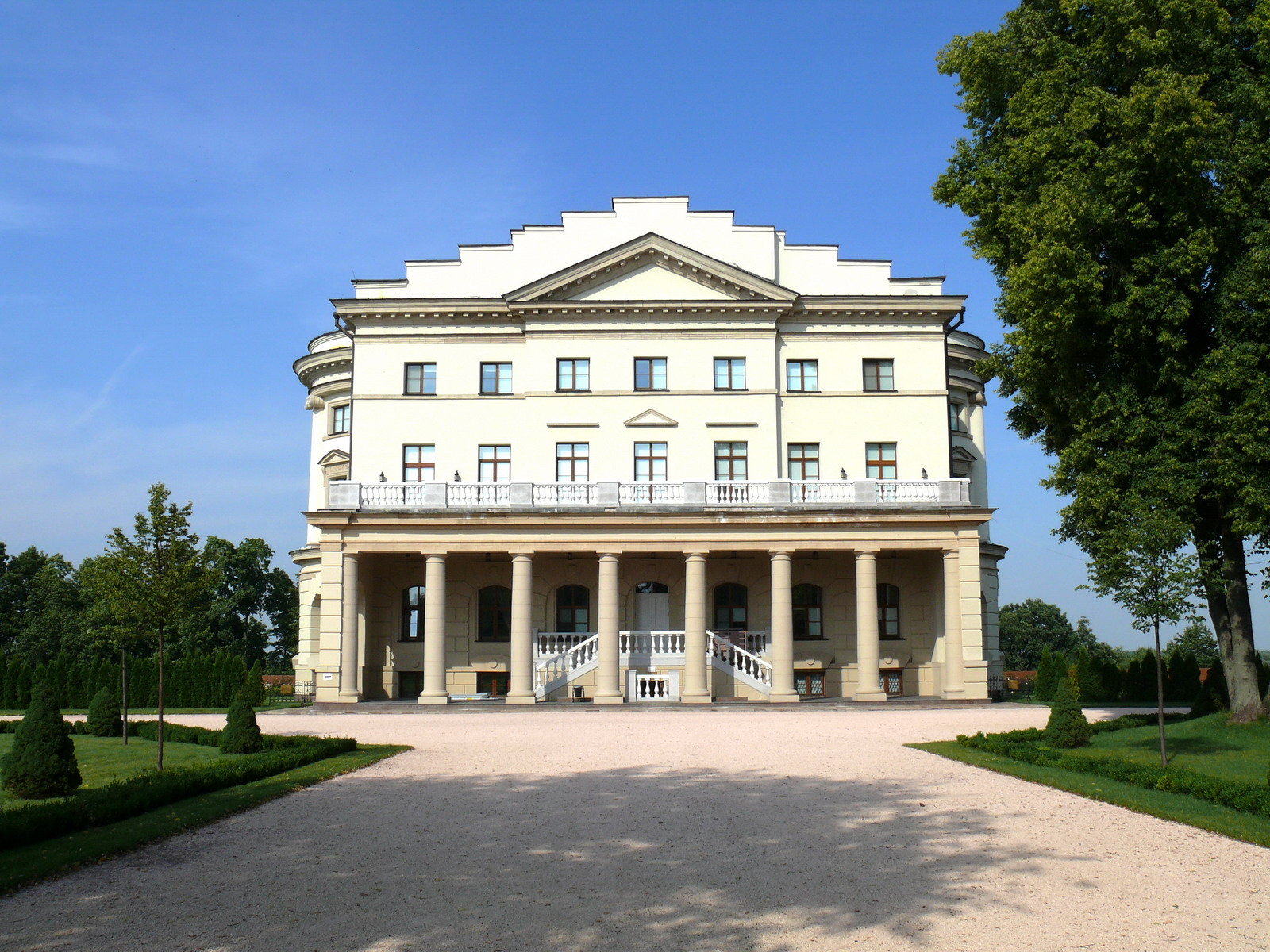
Le palais Razumovsky à Batourine

En 1878, le prince Lev Viktorovitch Kotchoubeï (1810-1890), francisé en Léon Kotchoubey, conseiller privé du tsar Alexandre II en 1859, s'installe à Nice avec son épouse, Élisabeth Vassilievna Kotchoubey (Ielizaveta Vasilievna Kotchoubeï (1821-1897). La princesse achète un terrain et entreprend de faire construire une villa d'inspiration Renaissance italienne d'une composition harmonieuse d'après les modèles génois et michelangelesques qui sont très en vogue à cette époque. Elle pourrait être inspirée par le palais Razumovsky de Batourine en Ukraine plutôt que le palais Kotchoubey de Saint-Pétersbourg.
En 1881, la villa n'est toujours pas terminée. La princesse Kotchoubey est peut-être lassée de la lenteur de la construction car elle décide de vendre la villa en construction. Le 18 avril 1883, la villa est achetée par le riche entomologiste d'origine américaine James Livingston Thompson (ou Thomson). L'architecte niçois Constantin Scala en termine la construction. Les Thompson n'ont pas ménagé leur fortune pour aménager la villa à leur goût et donnèrent leur nom à la villa. James Thompson meurt le 9 décembre 1897 dans cette villa. La villa est vendue en 1920 et une partie du parc est lotie.
La ville de Nice achète la villa en 1925 pour y installer son musée des Beaux-Arts. La villa transformée, qui prend alors le nom de palais des Arts, musée Jules Chéret, est inauguré en 1928.
Les façades à l'architecture génoise maniériste et les toitures de l'édifice sont inscrites au titre des monuments historiques par arrêté du 17 décembre 1976 et ont été classées par arrêté du 19 décembre 2023.

## Le musée

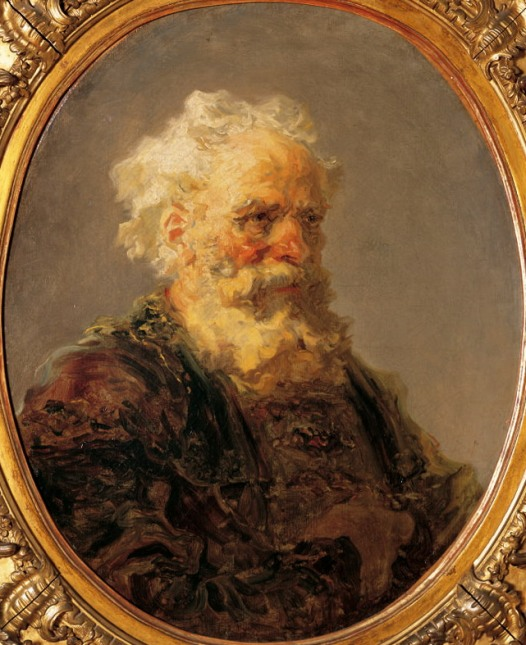
Tête de vieillard, Jean Honoré Fragonard.

Il est initialement constitué à partir d’un dépôt de l’État souhaité par Napoléon III après l'annexion de Nice à la France en 1860. Mais aucun local n’est prévu à cet effet. Le dépôt cohabite provisoirement avec les archives et la bibliothèque de la rue saint François de Paule. En 1892, il trouve refuge dans un immeuble en location du boulevard Dubouchage, puis en 1901 avenue Notre Dame, jusqu’à son affectation définitive dans le quartier des Baumettes.
Le musée doit sa collection à une succession de donations de collectionneurs privés : Félix Ziem, Fanny Trachel, Marie Bashkirtseff-mère, le baron Joseph Vitta, Madame Dufy, Maurice Fenaille, la famille Mossa, et plus récemment par les legs d'Aline Avigdor et d'Ethel Messiah, et par les amis de Michel de Tarnowsky.
Depuis 2023, le musée d'Orsay a signé un partenariat avec le musée ; ce rôle de parrain consiste en un partenariat scientifique et, vise, entre autres, à accompagner les prêts du musée sur le plan national et international.

## Les collections
La visite se déroule sur les deux étages de l'édifice. À l’intérieur, après avoir traversé le patio, ancien jardin d’hiver, agrémenté d’une haute verrière Belle Époque, le rez-de-chaussée propose de découvrir des œuvres, depuis les primitifs régionaux jusqu’au XVIIIe siècle, avec une grande salle dévolue à la dynastie des Van Loo. Dans cette première série de salles, on trouve chronologiquement des œuvres de peintres tels que Louis Bréa, Bronzino, avec un magnifique Christ en croix récemment redécouvert, Jan Brueghel l'Ancien, Abraham Bloemaert, Hendrick van Balen, Francesco Guarino, Francesco Cozza, Jean Honoré Fragonard, Natoire, Hubert Robert ou encore Carle Van Loo et sa famille. L’escalier monumental permet d’accéder au premier étage dédié principalement à une collection de sculptures et de peintures académiques du XIXe siècle. Les impressionnistes, les postimpressionnistes, les nabis et fauves y sont également représentés. La peinture à cet étage présente des œuvres d'Alexandre Cabanel, Benjamin Constant, Eugène Boudin, Claude Monet (Falaise de Fécamp, 1897), Alfred Sisley, Edouard Vuillard, Pierre Bonnard, Louis Valtat, Raoul Dufy, Charles Camoin, Kees van Dongen ou encore Marie Laurencin. La sculpture est présente avec des œuvres de Jean-Baptiste Carpeaux, Charles Joseph Lenoir, François Rude et Auguste Rodin.
Le musée abrite également dans ses collections Autoportrait de Louise Catherine Breslau, parmi plusieurs de ses œuvres léguées par sa compagne Madeleine Zillhardt, ainsi que de nombreux tableaux de sa "rivale" de l'Académie Julian, la franco-ukrainienne Marie Bashkirtseff.

## Fréquentation
| 2000   | 2001   | 2002   | 2003   | 2004   | 2005   | 2006   | 2007   | 2008   | 2009   |
| ------ | ------ | ------ | ------ | ------ | ------ | ------ | ------ | ------ | ------ |
| 31 690 | 33 047 | 48 605 | 52 467 | 55 181 | 46 508 | 43 706 | 52 703 | 66 756 | 49 524 |
| 2010   | 2011   | 2012   | 2013   | 2014   | 2015   | 2016   | 2017   | 2018   | 2019   |
| 49 524 | 50 036 | 56 120 | 52 744 | 40 318 | 29 936 | 23 603 | 21 286 | 24 172 | 27 154 |
| 2020   | 2021   |        |        |        |        |        |        |        |        |
| 5 547  | 14 885 |        |        |        |        |        |        |        |        |

## Galerie

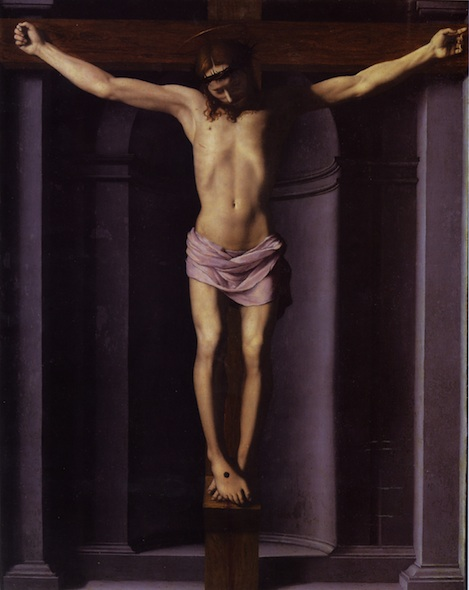
Christ en croix, Bronzino.
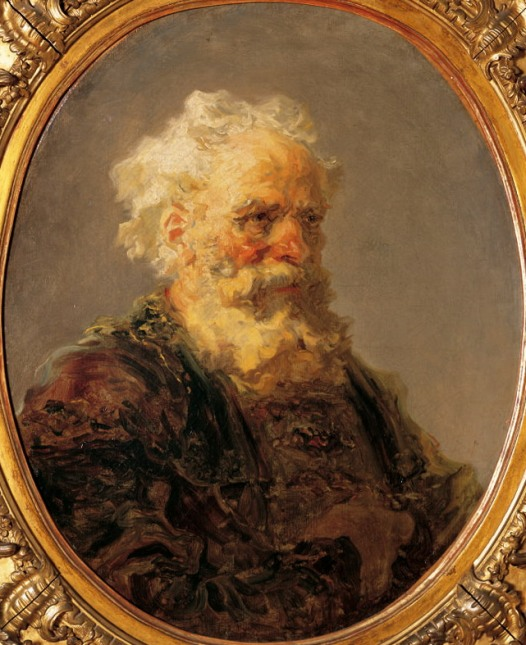
Portrait d'homme âgé, Jean-Honoré Fragonard, vers 1765.
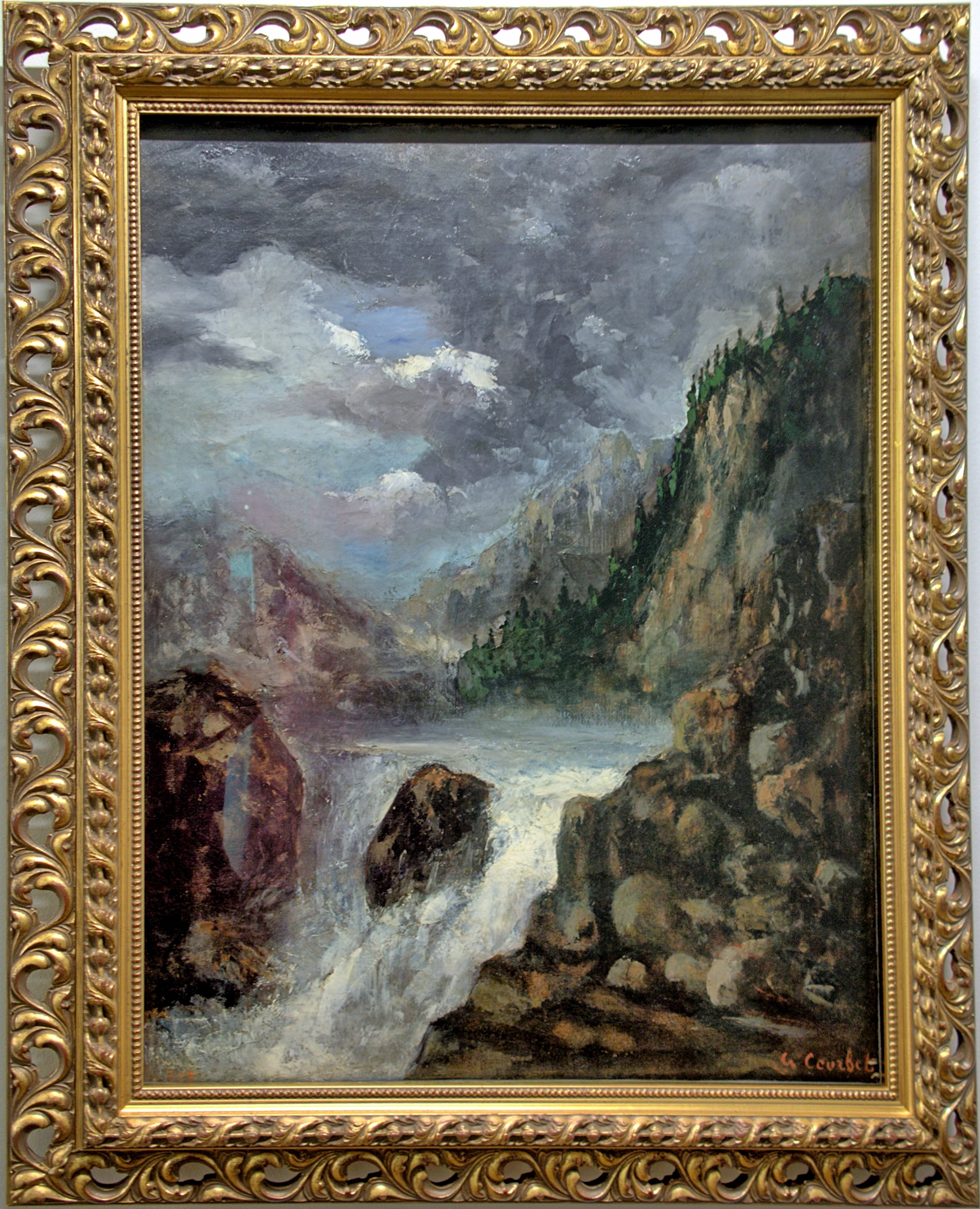
Le Saut du Doubs, Gustave Courbet.
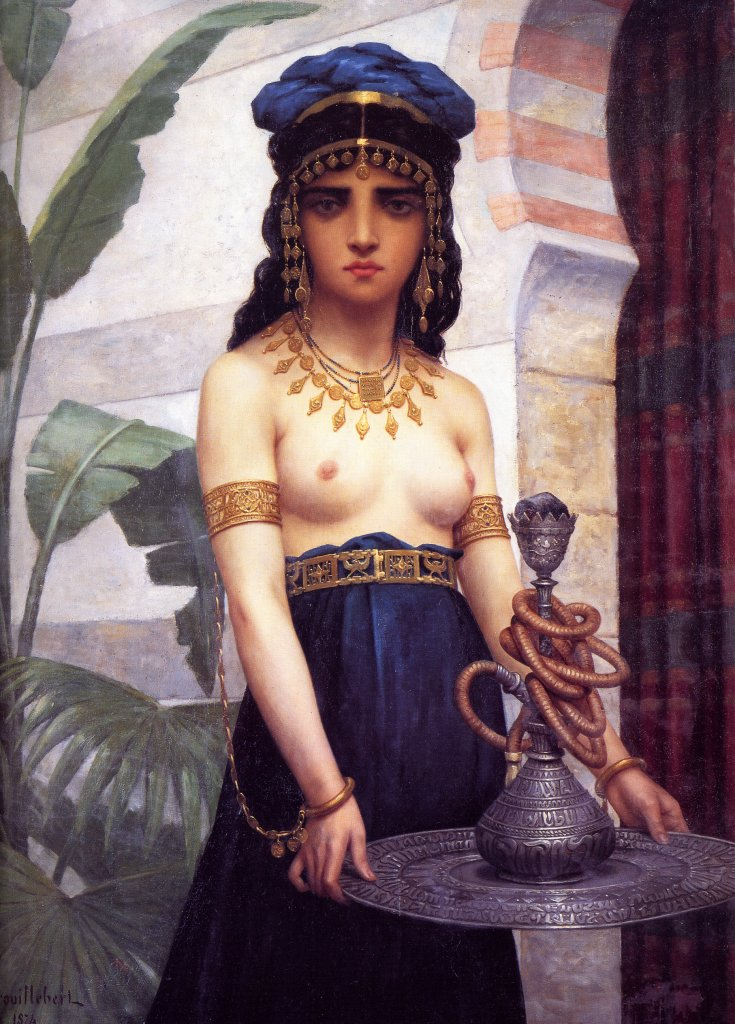
La Servante du harem, Paul-Désiré Trouillebert, 1874.
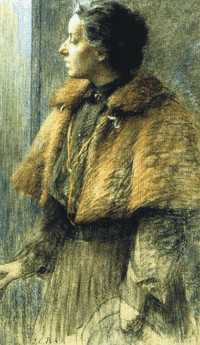
Autoportrait, de Louise Catherine Breslau.
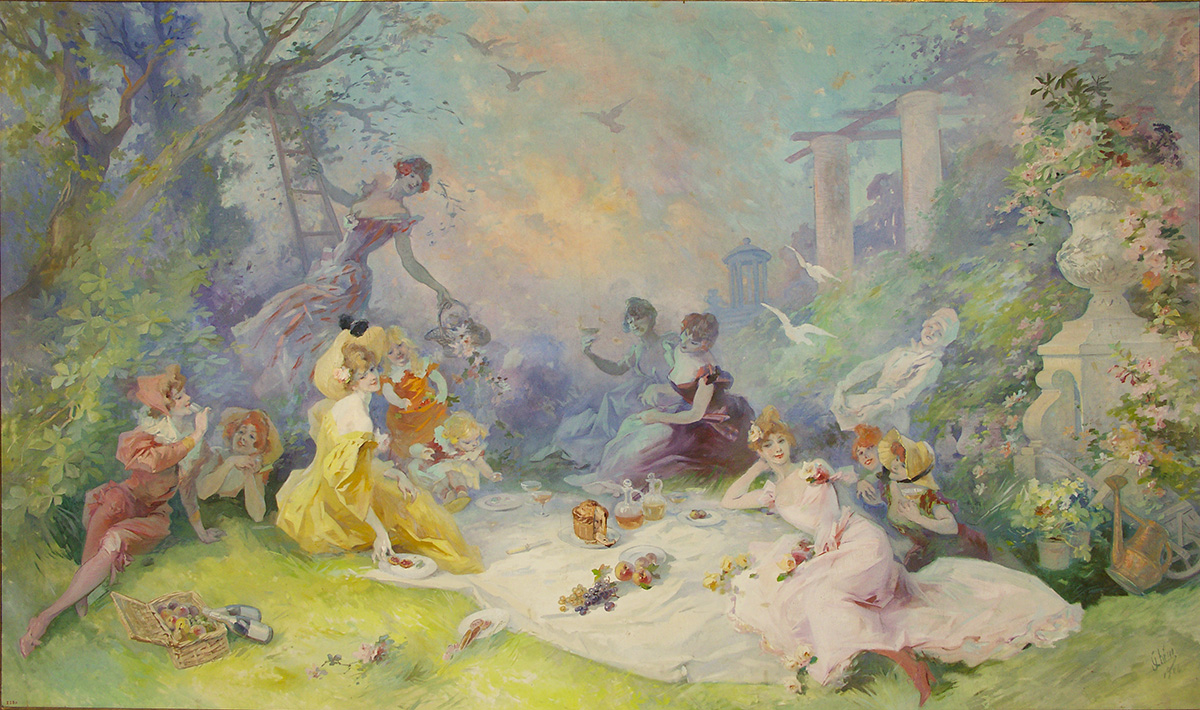
Le Déjeuner sur l'herbe, Jules Chéret, 1904.